# ضربه فنی (فیلم ۱۳۹۷)
ضربه فنی فیلمی به کارگردانی و نویسندگی غلامرضا رمضانی محصول سال ۱۳۹۷ است.

## خلاصه داستان
داستان این فیلم دربارهٔ محمد شاگرد درس‌خوان و خوبی است که یکی از شاگردان مدرسه مزاحم او می‌شود. در این میان محمد با یکی از شاگران مدرسه به نام امیر که ورزشکار است آشنا می‌شود و این آشنایی سرنوشت متفاوتی را برای هر سه نفر آن‌ها به دنبال دارد.